# Jan Velík
Jan Velík (2. srpna 1921, Hodonín – 13. března 2016, Chrudim) byl československý a český plukovník. Za druhé světové války byl tankovým desantem a působil v 2. československém paradesantní brigádě. V roce 1949 byl přeložen do zálohy a na protest proti vstupu vojsk Varšavské smlouvy do Československa v roce 1968 vrátil všechna sovětská válečná vyznamenání.
Dne 28. října 2011 byl oceněn Řádem Bílého lva II. třídy za mimořádné zásluhy o obranu a bezpečnost státu a vynikající bojovou činnost.

## Život

### Mládí a válka
Narodil se v Hodoníně, kde vyrůstal a vystudoval reálné gymnáziu. Roku 1930 mu zemřel otec, který pocházel ze Slovenska. Po maturitě v roce 1939 pracoval v cihelně, ale roku 1940 byl vybrán na nucené práce do města Malchow v Meklenbursku. Nejprve zde pracoval na výkopech a později na stavbě dřevěných domů. Počátkem léta 1942 po konfliktu s dozorcem, kdy dozorce i praštil, se lekl a vlakem se snažil dostat domů. Ve Vídni ho zadrželo gestapo a tři měsíce byl vězněn a vyslýchán. Když byl koncem září 1942 propuštěn, odjel za maminkou na Slovensko, kde se přestěhovala. Zde ale musel za trest narukovat ke slovenské armádě. Odveden byl 1. října 1942 v Trnavě k 1. rotě a po čtrnácti denním výcviku byl odeslán s rychlou divizí na východní frontu. Rozhodl se sběhnout a utéci ze slovenské armády. Na Kavkazu se mu podařilo od rychlé divize odpojit, přešel Krym a přes Vinnycju a Charkov se dostal do Kurska. Zde 1. března 1943 vstoupil do Rudé armády a dostal se k pěšákům, kteří připravovali zákopy a zbraně na bitvu u Kursku, které se i zúčastnil. S Rudou armádou se následně dostal až k Dněpru, kde se dozvěděl o 2. paradesantní brigádě.
Koncem roku 1943 se dostal do tábora č. 82 v Usmaňu, kde byli soustředěni utečenci ze slovenské armády. Dne 1. ledna 1944 se vojáci přesunuli do Jefremova, kde byl 9. ledna 1944 prezentován jako voják československých jednotek a dostal se do 1. roty v 2. československé paradesantní brigádě. Téhož roku v lednu 1944 je povýšen na svobodníka a v březnu na desátníka. Následně byl vybrán do roty zvláštního útvaru a pro absolvování moskevskou zpravodajskou školu, kde je v srpnu povýšen do hodnosti četaře. Po výcviku byl s dalšími dvěma vojáky vybrán do sovětského výsadku STAS, kterou tvořili Jan Velík, Emil Šimko a Štefan Bandur. Výsadek do protektorátu byl proveden 19. února 1945 na místo určení Devět skal, ale výsadek byl proveden až u Heřmanče u Jindřichova Hradce. Po příchodu na místo určení navázali spojení s partyzánskými skupinami a po různých peripetiích se výsadek dostal do Žďáru nad Sázavou ke svému kontaktu Josefu Uhrovi. Jejich náplní práce bylo především zjišťovat pohyb německého vojska. Začali vysílat a ke konci války připravovali povstání. Po konci druhé světové války dostali zprávu z Bratislavy, kde podepsali protokoly, čímž ukončili tak svou válečnou činnost.

### Po druhé světové válce
Po skončení války obdržel několik československých a sovětských vyznamenání a při příležitosti státního svátku vzniku samostatné československé republiky 28. října 1946 byl povýšen do hodnosti poručíka. Krátce pracoval na útvaru pro spojovací vojsko při hlavním štábu Ministerstva národní obrany v roce 1945 a mezi léty 1946 až 1947 studoval na akademii pro důstojníky v záloze v Milovicích. Po ukončení školy se 12. července 1947 oženil s Bohumilou Vaškovou ze Svratky, se kterou se seznámil za svého působení v odboji v okolí tohoto města. Od roku 1948 byl pravidelně sledován příslušníkem vojenské kontrarozvědky u
roty, které po absolvování důstojnické školy velel. Po únoru 1948 byl ale označen za politicky nespolehlivého a proto byl roku 1949 z armády vyhozen.
Jako politický nespolehlivý nesměl vykonávat úřednickou ani technickou funkci a byl trvale kontrolován a vyslýchán ve služebnách StB pro podezření, že spolupracuje s Kontrašpionážním sborem armády Spojených států amerických, nebo byly u něj prováděny opakovaně domovní prohlídky. Po propuštění z armády nastoupil do podniku Mars Svratka jako soustružník. Roku 1950 nastupuje krátce do ČSADS Hlinsko jako dělník, než dostane nabídku na lepší práci ale na Slovensku. Jeho úkolem tam bylo vyměřování trasy pro elektrické vedení. Později se stal i mistrem a dostal za úkol stavět vedení přes horu se sklonem 45 stupňů, na což se přijelo podívat i vedení firmy z Prahy. V roce 1952, po narození druhého syna, se vrací zpět do Marsu. Zde dělal funkci skladníka, účetního, ekonoma anebo samostatného referenta. Měl být povýšen na vedoucího odbytu, než přišel srpna 1968.
Během tohoto srpna 1968 trávil se svou manželkou a druhým synem Petrem dovolenou na chatě příbuzných na Orlické přehradě. Ráno 21. srpna hned odjeli domů, kde se ještě během cesty zastavili v Havlíčkově Brodě, kde sloužil jejich první syn Jan. Druhý den se s manželkou domluvili, že vrátí všechna svá sovětská vyznamenání a odeslal je na Ruské velvyslanectví. Sepsali i výzvu ruskému národu, aby protestovali proti vládě a zastavili invazi. Tentýž den pro něj přijeli, aby přečetl tuto výzvu do rozhlasu. Souhlasil a jel do rozhlasu ve Žďáru nad Sázavou. Tato výzva byla následně přečtena i v rozhlasu v Hradci Králové, ale už ne Janem Velíkem. Tuto výzvu následovali čtyři zahraniční vojáci ze Žďáru nad Sázavou. Po tomto činu, který byl chápán jako akt protikomunistický, k povýšení do funkce vedoucího nedošlo. V Marsu však zaměstnán zůstal až do svého odchodu do důchodu do roku 1979. Následně pomáhal společně s manželkou nakládat a vykládat po domácnostech síťoviny pro firmu Konopa pro domácí výrobu, což dělal až do Sametové revoluci.
Výnosem Ministerstva obrany byl roku 1990 rehabilitován a povýšen do hodnosti plukovníka. Současně s tím mu byla rozkazem Ministerstva obrany předána také vojenská uniforma. V témže roce se stal zakládajícím členem Sdružení vojenská obroda. Ta byla později přejmenováno na Vojenské sdružení rehabilitovaných. Dlouhá léta působil i jako předseda okresní organizace Českého svazu bojovníků za svobodu ve Žďáře nad Sázavou a zastával funkci člena jeho ústředního výboru.
V roce 2010 mu bylo udělené čestné občanství města Svratky a u příležitosti výročí vzniku Československa byl 28. října 2011 vyznamenán prezidentem Václavem Klausem Řádem Bílého lva II. třídy. Roku 2016 mu ministr obrany udělil Kříž obrany státu ministra obrany ČR.
Zemřel ve věku nedožitých 95 let 13. března 2016, 30 minut po půlnoci, a to v nemocnici v Chrudimi, kde se doléčoval a absolvoval rehabilitační cvičení po úraze, který si přivodil o rok předtím. Poslední rozloučení s vojenskými a státními poctami se konalo 23. března 2016 v kostele sv. Jana Křtitele ve Svratce, po němž byl i následně pohřben na místním hřbitově.

## Vyznamenání
- Československý válečný kříž 1939
- Československá medaile Za chrabrost před nepřítelem
- Pamětní medaile československé armády v zahraničí
- Československá vojenská medaile za zásluhy I. stupně
- Řád SNP
- Medaile za vítězství nad Německem ve Velké vlastenecké válce 1941–1945[19]
- 2001 —  Záslužný kříž ministra obrany České republiky[20], III. stupně
- 2006 — Čestné občanství Svratky
- 2011 —  Řád Bílého lva, II. tř. vojenská skupina
- 2011 — Nejvyšší ocenění Kraje Vysočina
- 2014 —  Kříž obrany státu ministra obrany České republiky